# Fluoreszenzanzeige

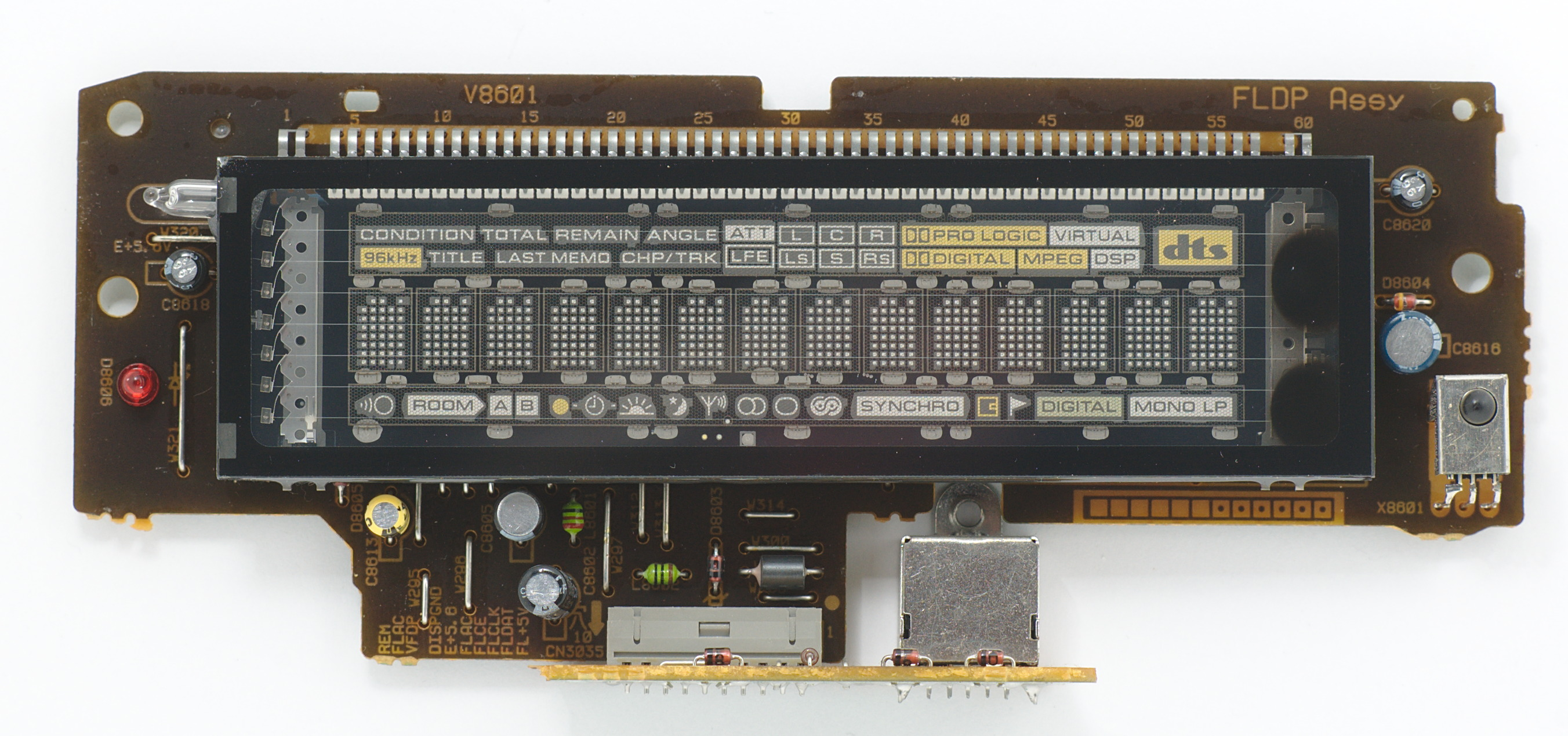
VFD eines Audiogerätes

Eine Fluoreszenzanzeige, auch Vakuum-Fluoreszenzanzeige oder Digitron-Anzeige (englisch Vacuum Fluorescent Display, abgekürzt als VFD)  bezeichnet eine Elektronenröhre und basiert auf dem Leuchten bestimmter Materialien (d. h. der Fluoreszenz), wenn auf diese Elektronen auftreffen.

## Funktionsprinzip

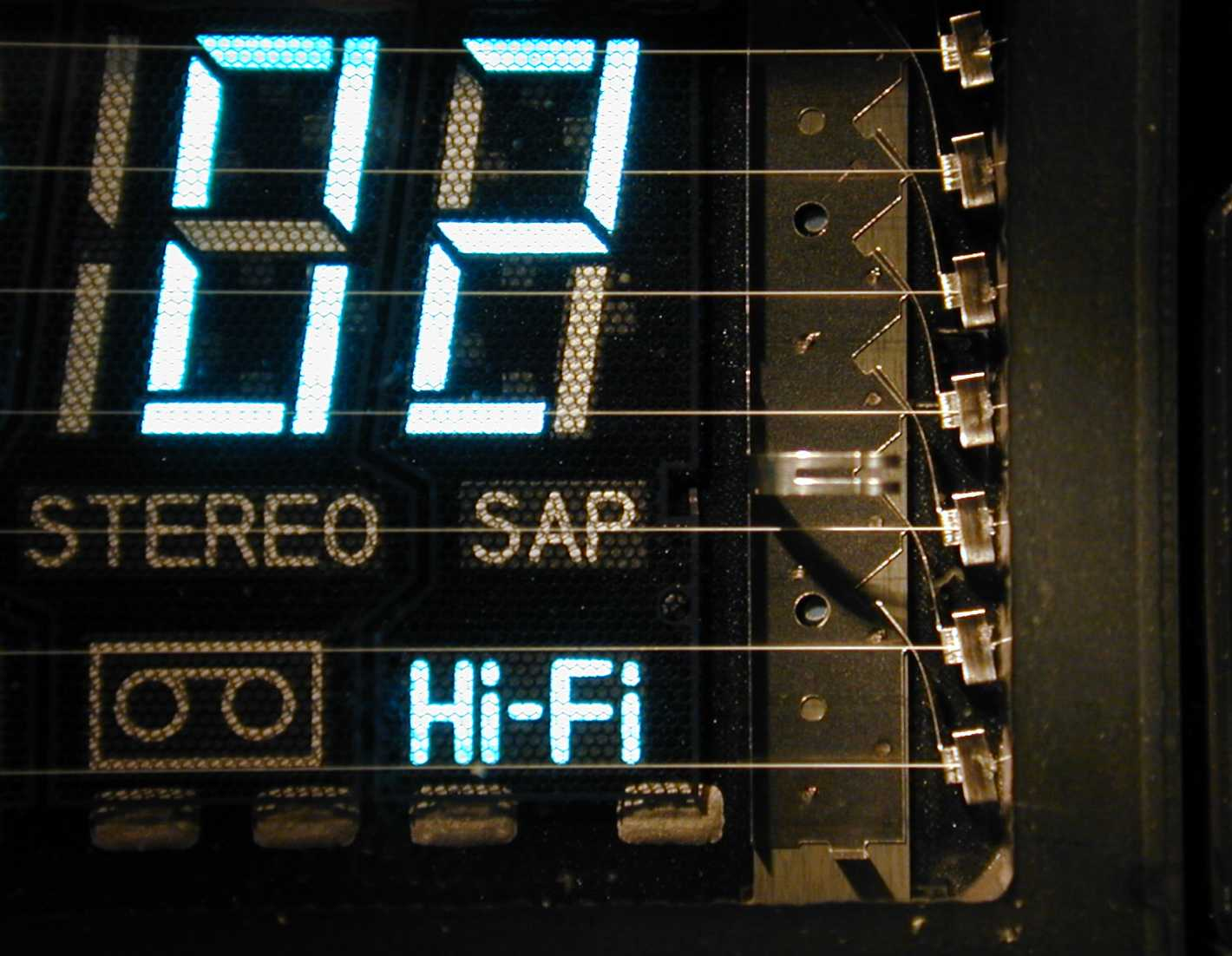
Nahaufnahme eines VFD mit den horizontalen Glühdrähten, darunter das Gitter über der Leuchtschicht

Vakuumfluoreszenzanzeigen sind zwischen einer durchsichtigen Glasscheibe und einer rückseitigen Basisplatte, die üblicherweise ebenfalls aus Glas besteht, aufgebaut. Die Platten sind am Rand mit Glaslot verbunden oder miteinander verklebt, das dazwischen liegende Anzeigesystem befindet sich im Vakuum. Vor den die Anoden bildenden Leuchtsegmenten ist ein dünner, mit Oxiden beschichteter Wolfram-Heizdraht gespannt (direktbeheizte Kathode), von diesem werden thermisch Elektronen emittiert (Glühemission) und fliegen bei anliegender Spannung zu den Anoden-Segmenten. Die Leuchtstoffschicht („Phosphor“), mit der die Anoden bedeckt sind, beginnt beim Auftreffen der Elektronen zu leuchten wie im „Magischen Auge“ oder in Bildröhren. Direkt vor den Anodensegmenten ist ein Gitter angebracht, mit dem der Elektronenstrom gesteuert bzw. die Elektronen abgestoßen werden können (siehe auch Triode).

Ein Segment der Anzeige leuchtet, wenn sowohl das Gitter als auch die Anode elektrisch positiv gegenüber der Kathode sind. Die Spannung zwischen Anode und Kathode liegt zwischen ca. 10 und 50 Volt.

## Elektrische Ansteuerung

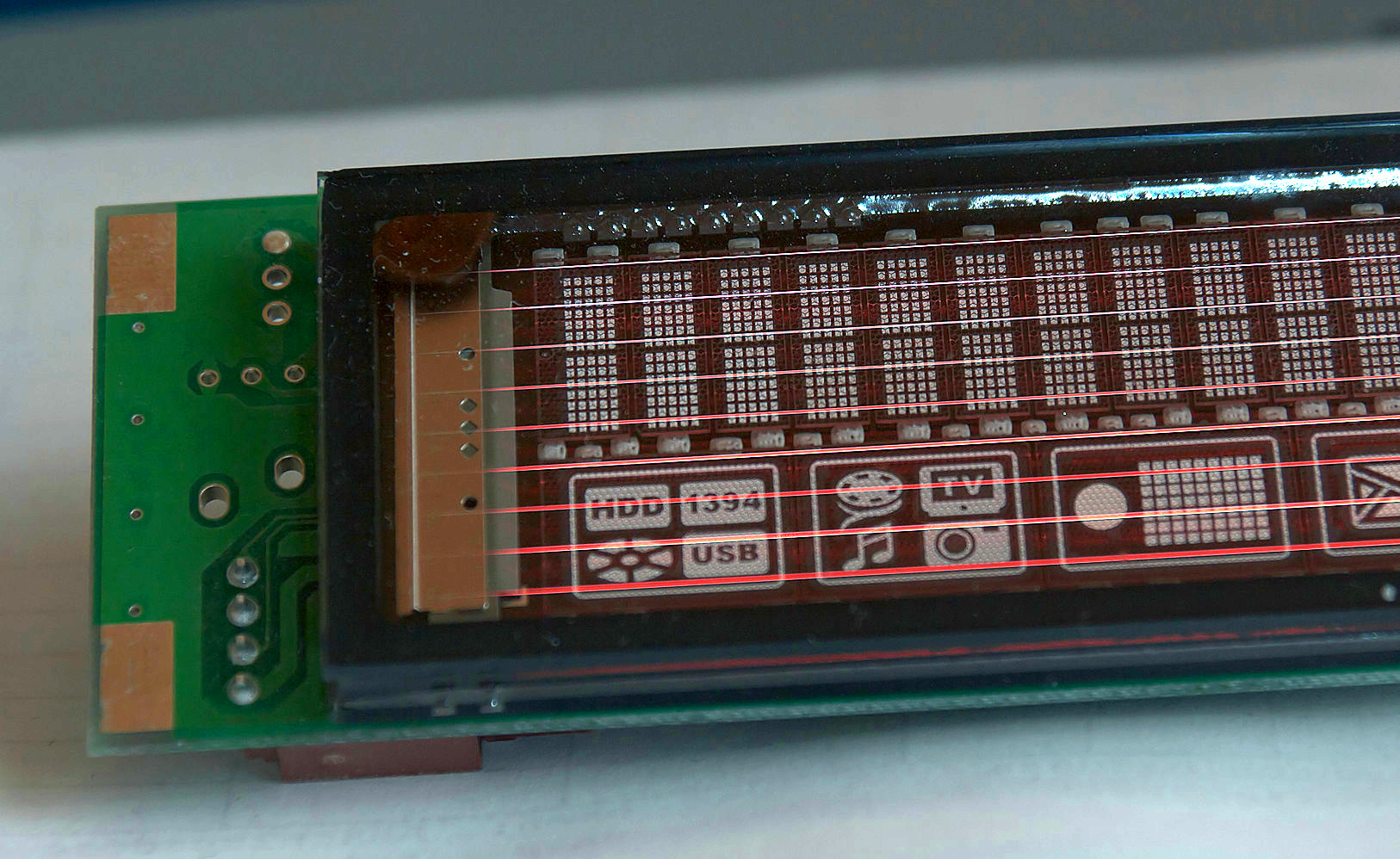
Die Heizdrähte eines VFD im Betrieb

Die Spannung zwischen Anode und Kathode bestimmt die gleichmäßige Ausleuchtung und die Lebensdauer. Da der Heizdraht stromdurchflossen ist, liegen seine beiden Enden auf unterschiedlichen Potentialen. Im Gleichstrombetrieb ergibt sich dadurch eine ungleichmäßige Helligkeit der Anzeige, daher wird der Heizdraht meist mit Wechselspannung betrieben.
Während früher die relativ hohen VFD-Betriebsspannungen meist mit einem Transformator erzeugt wurden, werden sie heute meist mit Spannungswandlern aus einer vorhandenen Betriebsspannung (oft 12 V) gewonnen, oder es werden VFDs mit geringeren Anodenspannungen verwendet.
Um zu vermeiden, dass man für jedes Segment eine eigene Leitung mit eigener Ansteuerspannung braucht (bei 10 Ziffern in Siebensegmentanzeige mit Dezimalpunkten wären das 80 Leitungen), werden VFDs normalerweise im Zeitmultiplexverfahren angesteuert. Dafür sind die Anoden der gleichen Segmente aller Ziffern verbunden (z. B. alle Anoden für den oberen Querstrich). Nun wird zuerst das Gitter für die erste Ziffer kurz auf positive Spannung gelegt und diejenigen Anoden, die bei der ersten Ziffer leuchten sollen; alle anderen Ziffern bleiben dunkel. Das Gleiche erfolgt dann in schneller zeitlicher Abfolge für die zweite und alle folgenden Ziffern. Für das erwähnte Beispiel einer Anzeige mit 10 Ziffern sind also nur noch 8 + 10 = 18 Leitungen für die Anoden und Gitter nötig. Da die Ziffern sehr rasch hintereinander aufleuchten, erscheint die Anzeige nahezu flimmerfrei.

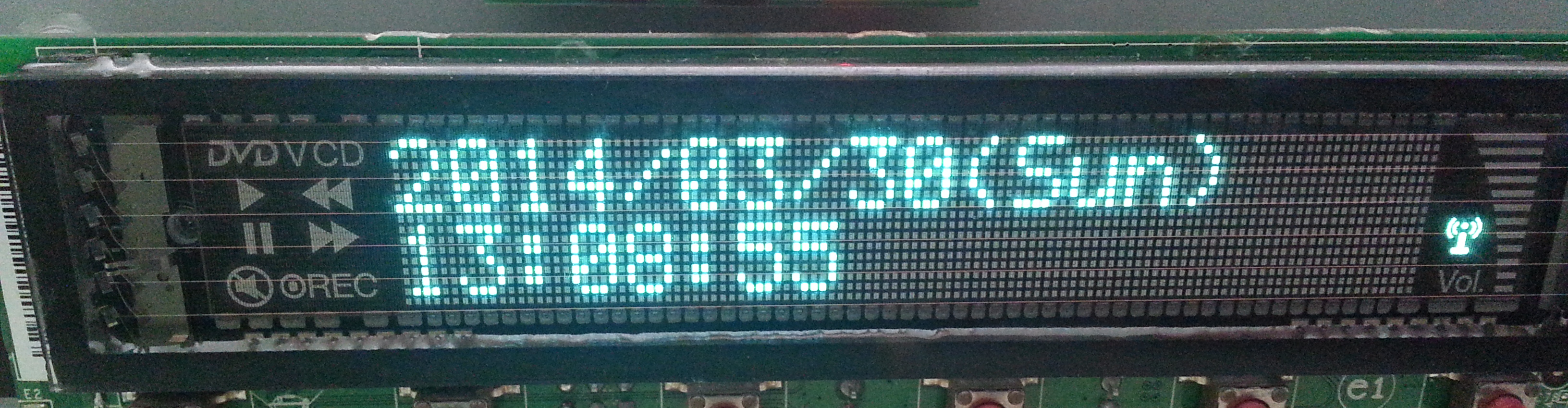
Eine Vakuumfluoreszenzanzeige an einem Videogerät. Es zeigt neben dem Datum und der Zeit weitere Elemente wie die Lautstärke an.

Die zeitliche Abfolge der Ansteuerung wird durch Integrierte Schaltungen gesteuert, die oft mit dem VFD eine Einheit bilden und eine serielle oder parallele Schnittstelle besitzen.
Neuerdings gibt es auch „Chip In Glass“-Anzeigen mit in der Anzeigeröhre integrierten Treiber-ICs, um die Anzahl der herauszuführenden Anschlussdrähte weiter zu reduzieren. So lassen sich auch Matrixanzeigen mit vielen Leuchtpunkten realisieren. Der Treiberbaustein in der Röhre wird dabei direkt durch serielle Datenübertragung angesteuert.

## Historisches
Die VFD-Technik wurde 1967 von der Noritake Itron Corp. entwickelt. Fluoreszenzanzeigen lösten die wie Glimmlampen funktionierenden Nixie-Röhren ab. Es gab sie zunächst als zylindrische Röhre zur Anzeige einer einzelnen, aus Segmenten darstellbaren Ziffer. Später wurden Fluoreszenzanzeigen auch als flaches komplexes Anzeigeelement hergestellt. Vor allem bei Anwendungen für Bürorechner blieb die Bezeichnung „Digitron“-Anzeige aber weiterhin erhalten.

## Anwendungen

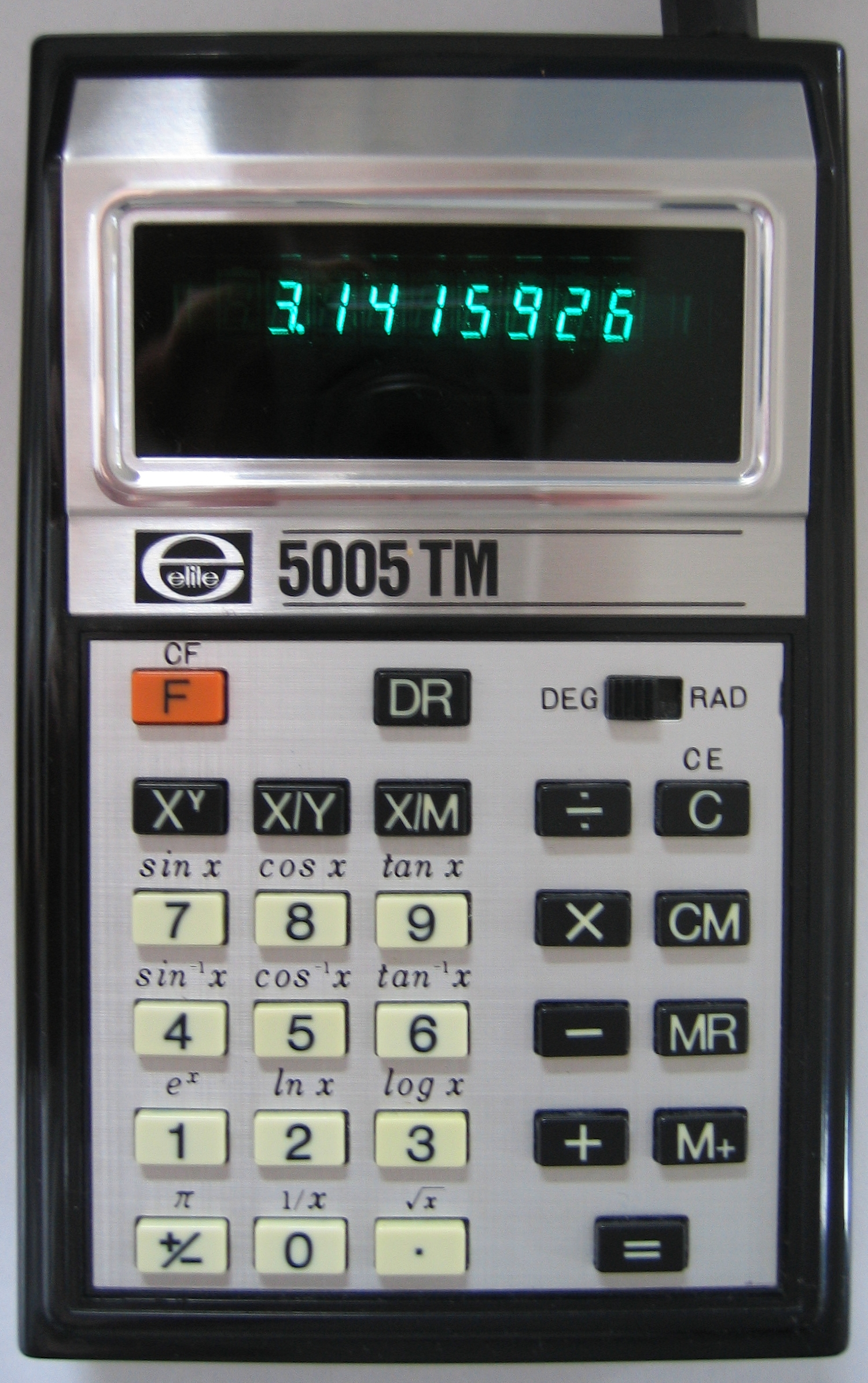
Taschenrechner mit Vakuumfluoreszenzanzeige (um 1976)

Die modernen Fluoreszenzanzeigen bieten aufgrund der flachen Bauweise einen weiten Blickwinkel und gestochen scharfe, klare Zeichen und grafische Symbole. Auch Bargraph-Anzeigen zur Aussteuerungsanzeige sind realisierbar. Vor den Anzeigen ist meist eine Filterscheibe montiert, um den Kontrast zwischen angesteuerten und dunklen Segmenten zu erhöhen.
Derzeit gibt es Farbdisplays mit bis zu neun verschiedenen Farben; die meist verwendete blaugrüne Farbe hat den Vorteil einer hohen Lichtausbeute.
Vorteile der Fluoreszenzanzeigen im Vergleich zu Flüssigkristallanzeigen sind eine hohe Leuchtdichte von bis zu mehr als 1000 cd/m² ohne Hintergrundbeleuchtung und ein weiter Bereich der Betriebstemperatur. Nachteilig ist die schnelle Alterung der Leuchtschicht, besonders bei hohen Anfangshelligkeiten.
Zusammen mit der hohen Zuverlässigkeit und relativ langen Lebensdauer haben diese Vorteile beispielsweise zum breiten Einsatz in der Unterhaltungselektronik geführt, wie zum Beispiel in Videorekordern. Auch in Automobilen werden sie eingesetzt, obwohl sie stoßempfindlicher sind als beispielsweise Flüssigkristall- oder Leuchtdioden-Anzeigen.
Für batteriebetriebene Geräte sind Fluoreszenzanzeigen wegen des im Vergleich zu unbeleuchteten Flüssigkristallanzeigen höheren Leistungsbedarfs und der benötigten höheren Spannungen weniger geeignet. Nachteilig ist hier auch die größere Dicke, die nicht unwesentlich durch die für das Vakuum erforderlichen dicken Glasscheiben bedingt ist.